# 訶羅跋摩
訶羅跋摩（梵文名，Haravarman，?—?），占婆10世紀初期国王。
第六王朝末代国王阇耶僧伽跋摩一世死后，槟榔部落出身的诃罗跋摩建立的第七王朝。中国的史料没有记载此人，占婆北方的碑文也没有提及他，只有南方诸神祠有他建立第七王朝的记载。他在位时，中国正好在五代十国时期，占城北方的安南都护府交州等地，正在一步步的建立独立的政权。越南独立后，成为占城最大的威胁。